# 黑鳞双盖蕨
黑鳞双盖蕨（学名：Diplazium sibiricum）也称黑鳞短肠蕨，为蹄盖蕨科双盖蕨属下的一个种。